# るろうに剣心 (実写映画)
『るろうに剣心』（るろうにけんしん）は、和月伸宏による日本の漫画『るろうに剣心 -明治剣客浪漫譚-』を原作とした日本の実写映画シリーズ。主演・佐藤健。監督は大友啓史。アクション監督は谷垣健治。製作・配給はワーナー・ブラザース映画。

## るろうに剣心
第1作『るろうに剣心』は2011年8月から撮影が開始され、2012年8月25日に公開された。物語は、原作におけるニセ抜刀斎騒動・黒笠編・観柳邸突入までのストーリーが基になっている。

### あらすじ
幕末の動乱に揺れる京都に名を轟かせる、凄腕の暗殺者・緋村剣心。剣心は、その神速の剣技と驚異の暗殺成功率から「人斬り抜刀斎」の通り名を持ち、幕府要人や佐幕派の武士たちを震撼させていた。
それから10年の月日が流れ、時は明治11年。剣心は、以前とは打って変わって人の命を奪うことを良しとしない「不殺（ころさず）の誓い」を掲げて日本各地を旅しながら、か弱き人々を剣の力で守り助ける流浪人（るろうに）として、穏やかな日々を送っていた。剣心が東京に流れ着いたころ、巷では中毒性の高い新型阿片の密売、“神谷活心流 人斬り抜刀斎”を騙る辻斬りという、2つの事件が進行していた。
女医・高荷恵は身寄りのないところを悪徳商人・武田観柳に囲われて新型阿片を開発させられていたが、良心の呵責に駆られて観柳の屋敷を逃げ出す。観柳は恵を連れ戻すため、鵜堂刃衛を差し向ける。恵の逃げ込んだ警察署内で刃衛は斬殺を繰り広げたが、恵を取り逃がした。
一方、辻斬りの流派と噂されたために門下生が皆無となった神谷活心流の師範代の少女・神谷薫は、剣心を犯人と勘違いして挑みかかるが、軽くいなされる。その直後に薫は刃衛と遭遇し、斬られそうになったところを剣心に救われる。
神谷道場へ戻った薫に、今度は別の観柳の手下たちが道場の土地を譲るよう押しかけ、狼藉を働く。観柳が禁制品を取り扱う港を新設するために、神谷道場の界隈はうってつけの場所にあったのだ。そこに現れて手下たちを昏倒させた剣心は、まもなく駆けつけてきた警官隊に騒動の原因は自分にあって道場は無関係だと告げ、手下ともども警察へ連行される。
警察では、剣心が抜刀斎であることを知る山県有朋と斎藤一が剣心に新型阿片の捜査協力を願うが、剣心はこれを断って釈放となる。雨の中で剣心を薫が出迎えて道場へ案内するころ、逃亡中の恵は神谷活心流門下生となって神谷道場に居候する士族の少年・明神弥彦と出会い、同じく道場に居つくことになる。
その後、町の住人の多くが急に苦しみだす事件が起きる。恵はこれが井戸に入れられた毒のためと看破し、治療に奔走する。治療が一段落すると、恵は町の住人にこれ以上迷惑が掛らぬようにと、自ら観柳の屋敷に戻る。
恵の書き置きを読んだ剣心は、喧嘩屋・相楽左之助と共に観柳の屋敷に向かい、手下ともども観柳を打ち据えて恵を助け出す。しかし、恵の口から刃衛が薫を拉致して剣心との戦いを望んでいることを聞かされると、今度は薫を救うために刃衛のもとへ向かう。刃衛の策略通り、怒りによってかつての人斬りへと立ち戻りかける剣心であったが、薫の言葉から我に返り刃衛を殺すことなく決着をつける。

### キャスト
登場人物の説明はるろうに剣心 -明治剣客浪漫譚-の登場人物一覧も参照のこと。
- 緋村剣心 - 佐藤健
- 神谷薫 - 武井咲
- 鵜堂刃衛 - 吉川晃司
- 高荷恵 - 蒼井優
- 相楽左之助 - 青木崇高
- 外印 - 綾野剛
- 戌亥番神 - 須藤元気
- 明神弥彦 - 田中偉登
- 浦村署長 - 斎藤洋介
- 関原妙 - 平田薫
- 三条燕 - 永野芽郁
- 我荒・兄 - 平山祐介
- 我荒・弟 - 深水元基
- 洋装の男・児玉 - 本田大輔
- 洋装の男・菊池 - 岡本光太郎
- 洋装の男・三井 - 山崎潤
- 斬られる男 - 上舎裕貴
- 斬られる男 - 窪田正孝
- 久保・夫 - 矢柴俊博
- 久保・妻 - 阿南敦子
- 漢方医 - 有福正志
- 水島 - 落合モトキ
- 取調官 - 永堀剛敏
- 白衣の男 - 松嶋亮太
- 清里明良 - 窪田正孝
- 桂小五郎 - 宮川一朗太
- 山県有朋 - 奥田瑛二
- 徳永淳
- 原田裕章
- 光宣
- 高野漁
- 川鶴晃裕
- 内藤和也
- 雪代巴 - 渡辺菜月
- 河村愛子
- 松尾諭
- 斎藤一 - 江口洋介
- 武田観柳 - 香川照之

### スタッフ
- 原作 - 和月伸宏『るろうに剣心 -明治剣客浪漫譚-』
- 監督 - 大友啓史
- 脚本 - 藤井清美、大友啓史
- 音楽 - 佐藤直紀
- 製作総指揮 - ウィリアム・アイアトン
- 製作 - 久松猛朗、畠中達郎、茨木政彦、髙橋誠、内藤修、喜多埜裕明
- エグゼクティブプロデューサー - 小岩井宏悦
- プロデューサー - 久保田修
- 共同プロデューサー - 樋口慎祐、江川智
- アソシエイトプロデューサー - 松橋真三
- ラインプロデューサー - 平野宏治
- 撮影 - 石坂拓郎
- 照明 - 平野勝利
- 美術 - 橋本創
- 装飾 - 渡辺大智
- 録音 - 益子宏明
- 編集 - 今井剛
- アクション監督 - 谷垣健治
- 剣術所作指導 - 小西真円一之
- キャラクターデザイン / 衣装デザイン - 澤田石和寛
- ヘアー&メイクディレクション - ShinYa（PRIMAL）
- 美術プロデューサー - 竹村寧人
- VFXスーパーバイザー - 小坂一順
- スーパーバイジングサウンドエディター - 勝俣まさとし
- 脚本協力 - 黒碕薫
- スケジュールマネジメント - 佐伯竜一
- 助監督 - 田中諭
- 制作担当 - 馬場三輝
- 宣伝協力 - 電通
- プロダクション協力 - ロックワークス
- 制作プロダクション - C&Iエンタテインメント
- 配給 - ワーナー・ブラザース映画
- 製作 - 「るろうに剣心」製作委員会（ワーナー・ブラザース映画、アミューズ、集英社、KDDI、C&Iエンタテインメント、Yahoo! JAPAN）

### 主題歌
「The Beginning」
歌 - ONE OK ROCK（A-Sketch）

### ロケーション
好古園、八幡堀、安楽律院、園城寺、仁和寺、仁風閣、延暦寺、龍谷大学大宮学舎、旧鴻池新田会所、隨心院、倉敷美観地区（中橋周辺）、万田坑（三井三池炭鉱）など。

### タイアップ
原作者の和月は、本作品公開に連動する形でセルフリメイクとなる「るろうに剣心 -キネマ版-」を『ジャンプスクエア』2012年6月号から2013年7月号まで連載。また『週刊少年ジャンプ』2012年38号にも特別読切「るろうに剣心 -明治剣客浪漫譚- 第零幕」が掲載された。
また、脚本協力の黒碕薫が、没案を元に執筆した小説『るろうに剣心 銀幕草紙変』が公開直後の2012年9月に発行されている。

### 公開・反響
2012年8月25日の全国ロードショーに先駆けて8月22・23・24日に一部劇場にて先行ロードショーされた。
8月25日に新宿ピカデリー、ヒューマントラストシネマ有楽町、渋谷HUMAXシネマ、渋谷TOEI2、TOHOシネマズ六本木ヒルズ他全国329スクリーンにて公開され、8月27日付の興収ランキングで初登場1位を記録した。土日2日間で動員29万5,319人、興収3億9,953万400円の成績で、先行上映を合わせると公開5日間で動員42万4,143万人、興収5億5,547万6,800円であり、前週に初登場1位を獲得した『アベンジャーズ』が844スクリーンで2日間の興収5億93万2,250円であったことに比べると、半分以下のスクリーン数で高い成績を残したと分析されている（ただし『アベンジャーズ』のスクリーン数は吹替え版や3D版などを含むため、上映館数はこれとは異なる）。続く公開第2週も累計興収14億8,827万7,900円、累計動員120万3,813人となり2週連続首位となった。
最終興行収入は30.1億円。日本公開と同時に世界64か国2地域で配給・上映決定。日本以外でのアジア全土最終興行収入が日本映画初の1億円（日本円換算）超え。

### 世界配給
アジアから順次公開。シンガポールでは2スクリーンのみの公開にもかかわらず、過去4年間にシンガポールで公開された日本映画の興行収入記録を塗り替えた。フィリピンでは44スクリーン公開後、3日間の興行収入で日本映画歴代No.1を記録。日本映画初の全土拡大公開した台湾は、世界的ヒットシリーズの『トワイライト・サーガ/ブレイキング・ドーン Part2』や、台湾出身の監督アン・リーの『ライフ・オブ・パイ/トラと漂流した227日』と同時期公開にもかかわらずオープニングの興行成績4位と好成績を記録した。以後、北米・ヨーロッパ・ロシア等世界各地で上映中（2013年8月現在）。NYで開催されたシネマフェスティバル：ジャパンカッツ2013（Japan Society主催）では、上映作品中、最も早くチケットが完売するなど、各地映画祭や国際映画祭招待作品としても人気が高い。すべての国（日本含む）を合わせた最終興行収入は60,000,000ドルに及ぶ。また、2012年12月14日から16日にかけてアメリカ合衆国・ロサンゼルスで開催されたLAEigaFest 2012ではオープニング上映作品として招待された。

### テレビ放送
2013年7月26日に、『金曜ロードSHOW!』（日テレ系）で地上波初放送された。ただし、放送時間の延長の措置がされなかったため、劇場公開時よりも約40分カットされた。
2014年8月1日には、後述の第2・3作の宣伝を兼ねて、再び『金曜ロードSHOW!』で放送された。今度の放送時間は20分ほどのカットとなる（エンドロールが無かったため、本編のカットは15分ほど）。
2015年10月23日には「3週連続!るろうに剣心祭り」の第1弾として、三度『金曜ロードSHOW!』で放送（初回同様、約40分カットの上、通常枠で放送）。
NHK-BSのプレミアムシネマでは2017年1月1日18:43-20:57にレターボックスサイズで放送。
2021年4月30日には後述の第4・5作の宣伝を兼ねて、四度『金曜ロードショー』で放送（放送形式は初回・第3回と同様）。
| 回数 | テレビ局   | 番組名（放送枠名） | 放送日         | 放送時間    | 放送分数 | 視聴率 |
| ---- | ---------- | ------------------ | -------------- | ----------- | -------- | ------ |
| 1    | 日本テレビ | 金曜ロードSHOW!    | 2013年7月26日  | 21:00-22:54 | 114分    | 14.8%  |
| 2    | 日本テレビ | 金曜ロードSHOW!    | 2014年8月1日   | 21:00-23:24 | 144分    | 16.3%  |
| 3    | 日本テレビ | 金曜ロードSHOW!    | 2015年10月23日 | 21:00-22:54 | 114分    | 10.5%  |
| 4    | 日本テレビ | 金曜ロードショー   | 2021年4月30日  | 21:00-22:54 | 114分    | 12.0%  |

- 視聴率はビデオリサーチ調べ、関東地区・世帯・リアルタイム。

### 受賞歴
- 第36回日本アカデミー賞[11]
  - 新人俳優賞（武井咲）
- 第25回日刊スポーツ映画大賞・石原裕次郎賞
  - 新人賞（武井咲）
- 第24回山路ふみ子映画賞
  - 新人女優賞（武井咲）
- ジャパンアクションアワード2013[12][13]
  - ベストスタント賞 最優秀賞（神谷道場襲撃シーン・剣心VS刃衛ラストシーン）
  - ベストアクション男優 最優秀賞（佐藤健）
  - ベストアクション作品賞 最優秀賞
  - ベストアクションコーディネーター 最優秀賞（谷垣健治）
- 第30回ゴールデングロス賞[14]
  - 全興連特別映画賞
- 第37回エランドール賞
  - 新人賞（武井咲）

## るろうに剣心 京都大火編 / 伝説の最期編
2014年、第2作『るろうに剣心 京都大火編』（るろうにけんしん きょうとたいかへん）と第3作『るろうに剣心 伝説の最期編』（るろうにけんしん でんせつのさいごへん）が前後編2部作としてそれぞれ8月1日、9月13日に連続公開された。

### あらすじ（第2作・第3作）

#### 京都大火編
元新撰組三番隊組長の警官・斎藤一は迷路のような道が続く廃坑道へ調査に踏み込む。そこで次々と仲間の警官たちが姿を消していく。斎藤が物音を追うと、道の奥で顔を包帯で巻いた男、志々雄真実と出会う。志々雄の命令で吊された警官たちが炎の海へ落とされるのを見た斎藤は志々雄に迫ろうとするが行く手を阻まれ、志々雄は道を塞ぎそのまま姿を消していく。
「人斬り抜刀斎」も過去の人物として扱われる平穏な時代の中、剣心たちは明治政府内務卿で剣心と旧知の間柄でもある大久保利通と会見。大久保は、志々雄が京都で再び暗躍していることを告げる。
志々雄は剣心と比類する剣術を持つ「影の人斬り」であったが、剣心が刀を置いた鳥羽・伏見の戦いで維新派が勝利した後、同士に裏切られ斬られた後、体を焼かれた。志々雄は奇跡的に一命を取り留め、京都に身を潜めて明治政府への復讐と転覆を目論み兵を集めている。政府も数々の手を打ったが頼れるのはもはや剣心のみとなったのだった。会見の一週間後、大久保は志々雄率いる特攻部隊「十本刀」の一人瀬田宗次郎に殺害された。志々雄らの犠牲となった大久保や警官たちから、剣心は過去の自分の過ちと照らし合わせ、京都に行くことを決意する。
剣心は京都へ向かう途中の小田原で巻町操と名乗る少女と出会い同行する。そして志々雄の一味に襲われ廃墟となった村にて志々雄と対峙。剣心は志々雄が差し向けた宗次郎との闘いの末、居合いで逆刃刀の刀身を折られてしまう。
志々雄は隠れ家で十本刀を集結させるよう命令を下す。集結次第、ついに「国盗り」が開始されるのだ。
剣心はついに京都へたどり着き、料亭「葵屋」にて翁と出会う。剣心の素性を知った翁は、自分や操らは旧幕府の隠密御庭番「京都探索方」の一党であることを明かす。
隠密御庭番衆の御頭、四乃森蒼紫は守るべき仲間も憎むべき幕府も無い中で、死んだ仲間への手向けとして“最強”の称号を捧げるために修羅に堕ち、剣心＝緋村抜刀斎を倒すことが唯一の生きる目的になった。操は蒼紫のことを特に慕っており、彼の本来の目的も知らず、蒼紫が探していた抜刀斎を葵屋に連れてきたとしか思っていないのだった。
剣心は翁ら御庭番衆の協力で折られた逆刃刀の生みの親、新井赤空の居場所を探し出すが、赤空はすでに他界していた。剣心は赤空の息子青空に新しい刀を打つように頼むが、青空はもう二度と刀は作らないと辞退する。
一方、剣心が赤空を探していることは志々雄らに知られており、青空の家を十本刀の「刀狩の張」こと沢下条張が訪れる。張は青空に、赤空が最後に打った刀を出すように詰め寄る。そこへやって来た剣心の素性が緋村抜刀斎だと気付いた張は激しく切りかかる。剣心の言葉に感銘を受けた青空は、保管されていた赤空最後の一振りを剣心に投げ渡す。
剣心を追い、京都の町に到着した薫と弥彦は剣心と再会。しかし剣心は戦いの最中で二人には気付かない。「人斬りへ戻ってしまう」という躊躇からなかなか刀を抜けない剣心だったが、ついに刀を抜き張の首筋へ一撃を見舞った。だが張はその一撃に昏倒するも斬撃の傷はない。赤空の最後の一降りは逆刃刀であり、青空はその刀が「逆刃刀・真打」であることを伝え、改めて剣心に託す。
そのころ、志々雄の隠れ家では、ついに志々雄の一声で京都大火の実行が宣言される。警察では捕縛された張の供述から京都大火決行の日時を知り、剣心と斎藤は志々雄が池田屋事件の再現を目論んでいると睨む。葵屋にも情報が入り、翁たち御庭番衆は武装を整え、薫と弥彦は共に警備に立つことになった。夜空の花火を合図に志々雄の手下らは進撃を始め次々と火を放つ。警察は鎮圧に乗り出し、斎藤と剣心も動き出す。炎に包まれる京都市中の各地に戦いが広がり、駆けつけた左之助や御庭番衆と集団行動する薫と弥彦も木刀を手に志々雄勢を迎撃する。
そこへ翁の目の前に蒼紫が姿を現す。操は蒼紫が帰ってきたことを知り直ぐに葵屋に向かうが、そこには激戦の末に蒼紫の刃が翁を斬り倒したのを目撃してしまう。昏倒した翁を眼前に蒼紫は「俺はかつての四乃森蒼紫ではない」と言い放ち、放心状態の操とすれ違うのであった。
市中の戦いは志々雄勢の勢いが弱まるが、剣心と斎藤は違和感を覚える。そもそも京都大火の現場に志々雄や十本刀の姿すら見当たらない。二人は京都大火はただの第一段階に過ぎず、志々雄が歴史をなぞろうとしているのなら東京が本当の攻撃目標だと気づく。
一方、戦い続ける薫の前に宗次郎が現れ、隙を突いて拉致する。それを目撃した剣心は宗次郎を追い、その先に巨大な甲鉄船を発見。この巨船こそ志々雄一派が身を隠していた軍艦「煉獄」だった。剣心はすぐに船に乗り込むが、人質とされた薫に身動きが取れなくなる。剣心は志々雄と剣を交えるが、十本刀の佐渡島方治が薫を海原へ蹴り込む。剣心は咄嗟に志々雄の刀をかいくぐり薫を追うように嵐の海原へ飛び込む。
海原に飛び込み、気を失って砂浜に打ち上げられていた剣心は謎の男に救出されるのであった。

#### 伝説の最期編
目を覚ました剣心は、その名と剣技を与えてくれた師匠である比古清十郎と久しぶりの再会を果たす。比古は偶然見つけた剣心を救い、作陶工房を兼ねた自宅に運んだのだった。剣心は志々雄を止めるために飛天御剣流の奥義伝授を願い出る。
そのころ、煉獄が東京湾に到着。志々雄は大久保の後任者、伊藤博文を呼び出し海岸で会合を行う。都合の悪いことは全て闇に葬る伊藤の政治のやり方に「俺を焼いたのも政治なのか」と問いかける。志々雄はかつて体を焼かれたせいで自身の体は発汗が出来なくなり、生きているのも不思議な高熱を常に宿す肉体と化したのだ。志々雄に「命が惜しければ剣心を探し、民衆の目の前でさらし首にしろ」と恐喝された伊藤は、政府に剣心の指名手配を命じた。
一方、葵屋では、左之助と弥彦が剣心と薫の安否を心配していた。京都にも剣心の指名手配の情報が入り左之助は激怒するが、弥彦は剣心がまだ生きているという証拠で、きっと薫も一緒だと希望を持つ。その時、葵屋に届けられた手ぬぐいを持ってきた客から事情を聞き、病院へ行くと昏睡する薫の姿があった。
剣心は奥義を伝授してもらうべく、師匠に木剣で挑みかかるが全く刃が立たず軽くあしらわれていた。それでも剣心は命を引き換えにしてでも奥義を会得しようとするも、比古は愚かだと首を振り、今の自分に欠けているものを理解するよう告げられ悩み考える。
翌日、竹林の中で比古は「今のお前ではまた人斬りという過ちを犯すだろう。そんなお前に引導を渡すのが師匠の務めだ」と語り、剣心と真剣を交える。戦いの中で恐怖を覚える剣心だったが、それは師匠への怯えではなく、そこにある死への恐怖だと気付く。無我夢中で比古に対する剣心は、志々雄を倒さないまま半ばで命を落とすことを拒否する一心と共に刀を一閃。その一振りに感心する比古は、剣心に足りなかったものは生きようとする意思であり、その命の重みが奥義の会得への第一歩だと諭す。
ようやく奥義を得た剣心は比古と別れを告げる。出立の際に駆けつけた操は剣心に薫の無事を伝え、二人はいったん京都へ向かう。剣心は自分の指名手配を知り、抜け道の地図を授かる。そして翁に別れを告げようと居室へ向かうも、翁の姿はなかった。翁は蒼紫が剣心を襲うと予測し、負傷の身をおして抜け道へ向かったのだった。果たして抜け道に蒼紫が現れ、翁は彼に剣を向けるが、もはや立っているのもままならない。そこに操と剣心が追い付き、ついに剣心と蒼紫が相見える。激闘の末に蒼紫は剣心に打ち倒され、二人の戦いを見届けた翁は力尽きて命を落とす。剣心は後を操たちに任せ、そのまま単身で東京へ進む。一方で操により葵屋に保護された蒼紫は、彼女に自身を殺すよう促すも亡き翁や御庭番衆のためにも生きるよう告げられるのであった。
東京の神谷道場に着いた剣心のもとに警察官たちが乱入する。剣心は剣を交える理由が無いと刀を置き、そのまま捕縛されてしまう。逮捕は表向きのものであり、警視本部で剣心は縄を解かれ伊藤と面会する。政府は人斬り時代の剣心の行いが当時の維新派の意向によるものだと露呈するのを恐れ、志々雄の恐喝によって剣心を生け贄にする意向であった。また今の状態では結果的に東京に大きな被害が出ることも恐れていた。剣心は志々雄に近づければ勝機はあると提案し、それを聞いた伊藤はある作戦に出る。
剣心は浦賀の海岸で斬首刑に処されることになり、町では号外が配られ、薫たちは海岸へ急行する。刑場へ連行された剣心に立会う志々雄一派の中に志々雄本人の姿は無く、代理人の方治によって、剣心、すなわち当時の維新派の差し金で斬られた被害者たちの名前が次々と読まれていく。ついに処刑人の刀が一閃するが、振り下ろされた刀は剣心を縛る縄を切っただけだった。処刑人の正体は斎藤一で、警官隊と剣心は一斉に志々雄勢と交戦する。そこに左之助も合流し、剣心と左之助の二人は煉獄に乗り込んだ。
煉獄で再び相まみえた宗次郎を打ち倒した剣心は志々雄の元へたどり着くが、志々雄の無限刃から出る紅蓮の炎に燃える焔霊（ほむらだま）が剣心を襲う。そこへ左之助、斎藤、蒼紫が続々と合流して戦うが、志々雄は上昇する体温に苦しみつつも、手練れの四人を相手にして一歩も引かない。その戦いの最中、軍隊が海岸に据え付けた重砲から放たれた砲弾が煉獄に命中する。伊藤が率いる軍隊は剣心たちを巻き添えにするのを承知のうえで、煉獄と志々雄一派を海の中に葬ろうとしていた。
燃え盛る炎の中、剣心と志々雄は再び一騎打ちとなる。互いに決定的な一撃を加えることができない中、志々雄は自身の身を案じて庇おうとした愛人の駒形由美を盾に剣心に致命傷を与える。剣心は苦しみながらも、愛する人の命を奪ってまで勝ちに執着する志々雄に対する怒りから再び剣を向ける。激しい撃ち合いの最中、おもむろに逆刃刀を鞘に納め抜刀術の構えをとる剣心に対して、これを機と見て襲いかかる志々雄であったが、剣心は独特の足捌きから抜刀術を繰り出して志々雄を弾き飛ばし、「飛天御剣流奥義・天翔龍閃」と技名を告げる。決定的なダメージを負いつつも再び立ち上がろうとする志々雄だったが、遂に体内温度が限界に達し人体発火を引き起こす。剣心に対し「お前の勝ちではなく時代がお前を選んだだけだ」と言い残した志々雄は、高笑いしながら炎に包まれやがて息を引き取った。
煉獄から脱出し薫に迎えられた剣心たちは、政府、警察の敬礼に見送られながら元の生活に戻っていくのであった。

### キャスト（第2作・第3作）

#### 京都大火編（第2作）
- 緋村剣心 - 佐藤健
- 神谷薫 - 武井咲
- 四乃森蒼紫 - 伊勢谷友介
- 相楽左之助 - 青木崇高
- 高荷恵 - 蒼井優
- 瀬田宗次郎 - 神木隆之介
- 大久保利通 - 宮沢和史
- 巻町操 - 土屋太鳳
- 明神弥彦 - 大八木凱斗
- 佐渡島方治 - 滝藤賢一
- 沢下条張 - 三浦涼介
- 悠久山安慈 - 丸山智己
- 駒形由美 - 高橋メアリージュン
- 川路利良 - 小市慢太郎
- 高野 - 眞島秀和
- 新井青空 - 渡辺大
- 新井赤空 - 中村達也
- 魚沼宇水 - 村田充
- 本条鎌足 - 屋敷紘子
- 刈羽蝙也 - 原勇弥
- 夷腕坊 - 山田崇夫
- 不二 - 山口航太
- 才槌 - 島津健太郎
- 黒尉 - 小久保丈二
- 白尉 - 佐藤滋
- 増髪 - 江田結香
- 近江女 - 別府あゆみ
- 新井梓 - 西原亜希
- 新井伊織 - 蓮沼誠希、細川愉楽多
- 三島栄次 - 田端瑛
- 三島栄一郎 - 淵上泰史
- 翁（柏崎念至） - 田中泯
- 清里明良 - 窪田正孝
- 宝海大空
- 生津徹
- 金原泰成
- 望月章男
- 井上肇
- 渡辺菜月
- 坂東工
- 部下 - 北代高士
- 坂本爽
- 阿部晃介
- 初美メアリ
- 玉置孝匡
- 町人 - 高谷和幸
- 松本実
- 謎の男 - 福山雅治[17]
- 斎藤一 - 江口洋介
- 志々雄真実 - 藤原竜也

#### 伝説の最期編（第3作）
- 緋村剣心 - 佐藤健
- 神谷薫 - 武井咲
- 四乃森蒼紫 - 伊勢谷友介
- 相楽左之助 - 青木崇高
- 高荷恵 - 蒼井優
- 瀬田宗次郎 - 神木隆之介
- 伊藤博文 - 小澤征悦
- 巻町操 - 土屋太鳳
- 明神弥彦 - 大八木凱斗
- 佐渡島方治 - 滝藤賢一
- 悠久山安慈 - 丸山智己
- 駒形由美 - 高橋メアリージュン
- 川路利良 - 小市慢太郎
- 高野 - 眞島秀和
- 心太 - 福崎那由他
- 魚沼宇水 - 村田充
- 本条鎌足 - 屋敷紘子
- 刈羽蝙也 - 原勇弥
- 夷腕坊 - 山田崇夫
- 不二 - 山口航太
- 才槌 - 島津健太郎
- 黒尉 - 小久保丈二
- 白尉 - 佐藤滋
- 増髪 - 江田結香
- 近江女 - 別府あゆみ
- 翁（柏崎念至） - 田中泯
- 不破万作
- ほんこん
- 清里明良 - 窪田正孝
- 長尾卓也
- 生津徹
- 坂東工
- 金原泰成
- 北代高士
- 仁科貴
- 坂本爽
- ヨシダ朝
- 渡辺菜月
- 比古清十郎 - 福山雅治[17]
- 斎藤一 - 江口洋介
- 志々雄真実 - 藤原竜也

### スタッフ（第2作・第3作）
- 原作 - 和月伸宏『るろうに剣心 -明治剣客浪漫譚-』
- 監督 - 大友啓史
- 脚本 - 藤井清美、大友啓史
- 音楽 - 佐藤直紀
- 製作総指揮 - ウィリアム・アイアトン
- 製作 - 上木則安、畠中達郎、茨木政彦、髙橋誠、宮本直人
- エグゼクティブプロデューサー - 小岩井宏悦
- プロデューサー - 福島聡司
- 撮影 - 石坂拓郎
- 照明 - 平野勝利
- 美術 - 橋本創
- 装飾 - 渡辺大智
- 録音 - 益子宏明
- 編集 - 今井剛
- スクリプター - 河島順子
- スケジュール - 猪腰弘之
- 助監督 - 田中諭
- ラインプロデューサー - 宿崎恵造
- 製作担当 - 馬場三輝
- 衣装 / キャラクターデザイン - 澤田石和寛
- ヘアー&メイクアップデザイン - ShinYa
- VFXスーパーバイザー - 小坂一順
- スーパーバイジングサウンドエディター - 勝俣まさとし
- 特殊メイク - 小此木謙一郎
- アクション監督 - 谷垣健治
- スタントコーディネーター - 大内貴仁
- ワイヤーコーディネーター - 川澄朋章
- 時代考証 - 大石学
- 撮影支援 - 山形県、熊本県
- スタジオ - 東映京都撮影所、東宝スタジオ
- 制作・配給 - ワーナー・ブラザース映画
- 製作 - 「るろうに剣心 京都大火 / 伝説の最期」製作委員会（ワーナー・ブラザース映画、アミューズ、集英社、KDDI、GYAO）

### 主題歌（第2作・第3作）
京都大火編「Mighty Long Fall」
歌 - ONE OK ROCK（A-Sketch）
伝説の最期編「Heartache」
歌 - ONE OK ROCK（A-Sketch）

### タイアップ
- 2013年8月に熊本県山鹿市でくまモンが八千代座を訪れ、陣中見舞いを送った[18]。これが縁で、2014年4月1日のエイプリルフール限定で公式サイトおよび第2弾ティザーポスターの緋村剣心がくまモンに入れ替わった[19]。
- 「伝説の最期編」公開に合わせハローキティが剣心、志々雄に扮したコラボ商品が劇場限定で販売された。

### 受賞歴（第2作・第3作）
- 第18回ファンタジア国際映画祭
  - 観客賞[20]
- 第38回日本アカデミー賞
  - 話題賞（作品部門）[21]
- 第27回日刊スポーツ映画大賞・石原裕次郎賞
  - 石原裕次郎賞[22]
- 第69回毎日映画コンクール
  - TSUTAYA映画ファン賞 日本映画部門[23]
- ジャパンアクションアワード2015[24]
  - ベストアクションシーン賞
  - ベストアクション監督賞（谷垣健治）
  - ベストアクション作品賞（MVP）
  - ベストアクション男優賞（佐藤健）
  - ベストアクション女優賞（武井咲､土屋太鳳）
- 第34回藤本賞
  - 特別賞（小岩井宏悦）[25]
- 第32回ゴールデングロス賞[26]
  - 優秀銀賞
- 第5回ロケーションジャパン大賞[27]
  - グランプリ(ロケ地の滋賀県とともに)[28]
- VFX-JAPANアワード 2015[29][30]
  - 劇場公開実写映画部門 優秀賞

### テレビ放送
- 2015年10月30日に第2作、翌11月6日には第3作を、それぞれ『金曜ロードSHOW!』で放送。放送枠は第2作は21:00 - 23:44、第3作は19:56 - 22:54。この放送は番組30周年記念プログラムとして放送され、第2作・第3作とも本編ノーカットだったほか、この3週間のみ、港の夕焼けを映し出した番組初代オープニング映像が復活した。また、第3作の本編開始前には、前2作のダイジェスト（約10分）を、佐藤健のコメント映像と共に放送した。
- NHK-BSのプレミアムシネマでは2017年1月9日20:30-22:49に第2作、2017年1月21日19:00-21:15に第3作をレターボックスサイズで放送。

| 回数 | テレビ局   | 番組名（放送枠名） | 放送日         | 放送時間    | 放送作品     | 放送分数 | 視聴率 |
| ---- | ---------- | ------------------ | -------------- | ----------- | ------------ | -------- | ------ |
| 1    | 日本テレビ | 金曜ロードSHOW!    | 2015年10月30日 | 21:00-23:44 | 京都大火編   | 164分    | 14.3%  |
| 1    | 日本テレビ | 金曜ロードSHOW!    | 2015年11月6日  | 19:56-22:54 | 伝説の最期編 | 178分    | 12.3%  |
| 2    | 日本テレビ | 金曜ロードSHOW!    | 2018年3月30日  | 21:10-23:04 | 京都大火編   | 114分    | 6.0%   |
| 2    | 日本テレビ | 金曜ロードSHOW!    | 2018年4月6日   | 21:00-22:54 | 伝説の最期編 | 114分    | 7.9%   |
| 3    | 日本テレビ | 金曜ロードショー   | 2022年9月2日   | 21:00-22:59 | 京都大火編   | 119分    | 9.2%   |
| 3    | 日本テレビ | 金曜ロードショー   | 2022年9月9日   | 21:00-22:59 | 伝説の最期編 | 119分    | 8.3%   |

- 視聴率はビデオリサーチ調べ、関東地区・世帯・リアルタイム。

## るろうに剣心 最終章 The Final / The Beginning
2020年、新たな2部作として原作の「人誅編」をベースにした完結編『るろうに剣心 最終章 The Final』（るろうにけんしん さいしゅうしょう ザ ファイナル）が同年7月3日に、またOVA作品の『追憶編』をベースにし、第1作へと続く序章『るろうに剣心 最終章 The Beginning』（るろうにけんしん さいしゅうしょう ザ ビギニング）が8月7日にそれぞれ公開される予定だったが、新型コロナウイルスの感染拡大を受けて、「The Final」は2021年の4月23日、「The Beginning」は同年6月4日に公開が延期された。

### あらすじ（第4作・第5作）

#### The Final
斎藤一は志々雄に甲鉄艦を売った上海の裏社会を牛耳る武器商人を横浜駅で逮捕するも、日本帝国と清国間の領事裁判権のために武器商人は釈放されることになる。その武器商人は姉を殺害した剣心に深い恨みを持つ義弟・雪代縁であった。
明治政府は縁の動向を探るため、かつて志々雄一派の「十本刀」の一人として剣心と戦った沢下条張を密偵として送り込むが、斎藤は剣心に敗れた志々雄をあっさりと見限った沢下条が、再び"裏切り"に走るのではないかと不信感を募らせていた。
ある日の夜、縁の同志である鯨波兵庫が「あかべこ」を砲撃し、従業員の三条燕らは重傷を負う。砲撃が行われた上野の山に向かった剣心と相楽左之助は斎藤と鉢合わせになり、「人誅」と書かれた紙が残されていたことや、縁が横浜駅で逮捕された時に剣心の存在を既知していることを仄めかす発言をしていたことを話す。
続いて、縁の同志、乙和瓢湖が浦村署長宅を、乾天門が前川宮内の道場を襲撃。剣心は署長宅で乙和を迎え撃つものの、乙和は「人誅の時間だ」と言い残して自爆する。その後、縁は憔悴しきった剣心の前に姿を現し、自分の目的、姉を殺害した剣心への復讐を告げる。
神谷道場に戻った剣心は、今回の一連の事件が自分への復讐が目的であると、自分の人斬りの過去、縁の姉である巴との出会いと結婚、巴を自分の手で斬ったことを皆に語る。
その後、東京が中国の武器商人によって襲撃される。その原因が剣心にあることを知った御庭番の四乃森蒼紫と巻町操は、巴の菩提寺である住職から巴の日記を預けられ、東京に到着する。その夜、気球に乗って縁らが東京を襲撃。剣心、蒼紫、操は街を襲う鯨波、乾、八ツ目無名異を迎え撃つ。その隙に縁は神谷道場を襲撃。相楽左之助を一方的に倒した縁は神谷薫を誘拐する。明治政府を裏切った沢下条が流した嘘の情報に斎藤たちが翻弄されたこともあり、東京は甚大な被害を被った。
縁が神谷道場に残した手紙を見た剣心は一人、縁の待つ館へと向かう。

#### The Beginning
幕末の時代である1864年のある日の京都。佐幕派の対馬藩邸では一人の男が捕らえられていた。対馬藩の藩士たちから尋問をされた男は倒幕派の人間であり新たな時代を作るために藩士たちを瞬く間に斬っていった。この男こそが幕末の世にその名を轟かせていた人斬り抜刀斎（緋村剣心）であった。その後、惨劇が起きた対馬藩邸を斎藤一・沖田総司を筆頭とした新選組一行が訪れるとその惨状から犯行を剣心の手によるものだと断定する。
ある日の夜、剣心は佐幕派の要人の暗殺を依頼され、目的の人物とその従者を斬っていった。しかし、ただ一人清里明良だけは剣心に何度斬られても立ち向かってきた。許嫁との祝言を間近に控えていた清里は剣心に立ち向かい、剣心の左頬に一本切り傷を入れたが、剣心にとどめを刺されてしまう。
後日、剣心が居酒屋で酒を嗜んでいると一人の女が入ってきた。その女は剣心の真後ろに座った。すると店内にいた似非志士の二人組がその女に絡み始め、それを静かに聴いていた剣心はその女を助けた。剣心が店を出ると待ち伏せしていた二人組とその仲間が剣心目掛けて斬りかかってくる。しかし剣心はその二人組と仲間を斬ると、目の前には助けた女が立っていた。この女こそが雪代巴である。惨劇の一部始終を見ていた巴は気絶し、剣心に抱えられながら彼が身を潜める寝床へと帰っていった。
雪代巴との出会いが剣心の運命を変えることになってしまう。

### キャスト（第4作・第5作）

#### The Final（第4作）
- 緋村剣心 - 佐藤健
- 神谷薫 - 武井咲[36]
- 雪代縁 - 新田真剣佑[37]
- 相楽左之助 - 青木崇高[36]
- 高荷恵 - 蒼井優[36]
- 四乃森蒼紫 - 伊勢谷友介[38]
- 巻町操 - 土屋太鳳[38]
- 沢下条張 - 三浦涼介[38]
- 呉黒星 - 音尾琢真[38]
- 明神弥彦 - 大西利空[36]
- 前川宮内 - 中原丈雄
- 浦村署長 - 鶴見辰吾
- 川路利良 - 小市慢太郎
- 鯨波兵庫 -  阿部進之介
- 乙和瓢湖 -  栁俊太郎
- 乾天門 - 丞威
- 八ツ目無名異 -  成田瑛基
- 雪代縁（少年時代） - 荒木飛羽
- 関原妙 - 平田薫
- 三条燕 - 柿原りんか
- 黒尉 - 小久保丈二
- 式尉 - テイ龍進
- 住職 - 戸田昌宏
- 清里明良 - 窪田正孝（回想）
- 新井青空 - 渡辺大（回想）
- 比古清十郎 - 福山雅治（回想）
- 瀬田宗次郎 - 神木隆之介
- 浦村署長の娘 - 小野花梨[注 1]
- 前川道場の門弟 - 笠松将[注 1]
- 四星 - 中村祐志[注 1]
- 辰巳 - 北村一輝[38]
- 雪代巴 - 有村架純[39]
- 斎藤一 - 江口洋介

#### The Beginning（第5作）
- 緋村剣心 / 抜刀斎 - 佐藤健
- 雪代巴 - 有村架純[39]
- 桂小五郎 - 高橋一生[40]
- 沖田総司 - 村上虹郎[40]
- 高杉晋作 - 安藤政信
- 飯塚 - 大西信満
- 片貝 - 池内万作
- 近藤勇 - 藤本隆宏
- 土方歳三 - 和田聰宏
- 新井赤空 - 中村達也
- 雪代縁 - 荒木飛羽
- 清里明良 - 窪田正孝
- 勝井隆智 - 高杉亘
- 平田 - 高橋努
- 幾松 - 堀田真由
- 望月亀弥太 - 石田法嗣
- 古高俊太郎 - 大西武志
- 小萩屋女将 - 渡辺真起子
- 村上 - 奥野瑛太
- 中条 - 平埜生成
- 角田 - 一ノ瀬ワタル
- 八ツ目無名異 - 成田瑛基
- 似非志士 - 野中隆光、松澤匠
- 辰巳 - 北村一輝
- 斎藤一 - 江口洋介

### スタッフ（第4作・第5作）
- 製作 - 高橋雅美、池田宏之、千葉伸大、瓶子吉久、森田圭、田中祐介
- エグゼクティブプロデューサー - 小岩井宏悦
- プロデューサー - 福島聡司
- 原作 - 和月伸宏『るろうに剣心 -明治剣客浪漫譚-』（集英社ジャンプ コミックス刊）
- 脚本 - 大友啓史
- 音楽 - 佐藤直紀
- アクション監督 - 谷垣健治
- 撮影監督 - 石坂拓郎
- 照明 - 平野勝利
- 美術 - 橋本創
- 装飾 - 渡辺大智
- 録音 - 湯脇房雄
- 編集 - 今井剛
- アソシエイトプロデューサー - 藤田大輔
- ラインプロデューサー - 宿崎恵造
- 衣裳デザイン / キャラクターデザイン - 澤田石和寛
- VFXスーパーバイザー - 小坂一順
- スーパーヴァイジングサウンドエディター - 勝俣まさとし
- スケジュール - 桜井智弘
- スクリプター - 佐山優佳
- 助監督 - 田中諭、長尾楽
- 製作担当 - 村松大輔
- 脚本協力 - 藤井清美、赤松義正
- 書道指導 - 江島史織、今口鷺外（The Beginning）
- 制作・配給 - ワーナー・ブラザース映画
- 映画「るろうに剣心 最終章 The Final / The Beginning」製作委員会（ワーナー・ブラザース映画、アミューズ、集英社、KDDI、GYAO）
- 監督 - 大友啓史

### 主題歌（第4作・第5作）
The Final「Renegades」
歌 - ONE OK ROCK（A-Sketch）
The Beginning「Broken Heart of Gold」
歌 - ONE OK ROCK（A-Sketch）

### ロケーション（第4作・第5作）

#### The Final（第4作）
出典：
| 都道府県 | 市・区・郡 | 場所                     |
| -------- | ---------- | ------------------------ |
| 栃木県   | 日光市     | 日光江戸村               |
| 埼玉県   | 深谷市     | 深谷シネマ               |
| 長野県   | 長野市     | 長野県庁舎               |
| 滋賀県   | 近江八幡市 | 八幡堀                   |
| 滋賀県   | 近江八幡市 | 日牟禮八幡宮             |
| 滋賀県   | 大津市     | 三井寺                   |
| 滋賀県   | 東近江市   | 弘誓寺                   |
| 滋賀県   | 米原市     | 総寧寺                   |
| 京都府   | 京都市     | 旧武徳殿                 |
| 京都府   | 京都市     | 松竹京都撮影所           |
| 京都府   | 京都市     | 東映京都撮影所           |
| 京都府   | 京都市     | 西本願寺                 |
| 京都府   | 京都市     | 仁和寺                   |
| 京都府   | 京都市     | 随心院                   |
| 京都府   | 八幡市     | 流れ橋                   |
| 奈良県   | 橿原市     | 旧米谷家住宅             |
| 奈良県   | 奈良市     | 旧奈良監獄               |
| 奈良県   | 奈良市     | 柳生正木坂剣禅道場       |
| 広島県   | 呉市       | 海上自衛隊呉地方総監部   |
| 広島県   | 江田島市   | 海上自衛隊第1術科学校    |
| 広島県   | 江田島市   | 海上自衛隊幹部候補生学校 |
| 広島県   | 江田島市   | 天狗岩                   |
| 広島県   | 三原市     | 中央森林公園第四駐車場   |
| 広島県   | 竹原市     | 竹原町並み保存地区       |
| 広島県   | 福山市     | みろくの里写楽           |
| 熊本県   | 人吉市     | 人吉駅機関車庫           |

#### The Beginning（第5作）
出典：
| 都道府県 | 市・区・郡 | 場所               |
| -------- | ---------- | ------------------ |
| 栃木県   | 日光市     | 日光江戸村         |
| 静岡県   | 富士宮市   | 洞窟               |
| 三重県   | 松阪市     | 御城番屋敷         |
| 滋賀県   | 犬上郡     | 霊仙山登山口       |
| 滋賀県   | 大津市     | 日吉大社参道       |
| 滋賀県   | 米原市     | 萬松院             |
| 滋賀県   | 甲賀市     | 油日神社           |
| 京都府   | 京都市     | 御室八十八カ所霊場 |
| 京都府   | 京都市     | 松竹京都撮影所     |
| 京都府   | 京都市     | 東映京都撮影所     |
| 京都府   | 京都市     | 東映太秦映画村     |
| 京都府   | 京都市     | 妙心寺             |
| 京都府   | 京都市     | 随心院             |
| 大阪府   | 堺市       | 水野鍛錬所         |
| 兵庫県   | 神戸市     | あいな里山公園     |
| 兵庫県   | 神戸市     | 淡河宿本陣跡       |
| 兵庫県   | 姫路市     | 好古園             |

### テレビ放送
| 回数 | テレビ局   | 番組名（放送枠名） | 放送日         | 放送時間      | 放送作品      | 放送分 | 視聴率 |
| ---- | ---------- | ------------------ | -------------- | ------------- | ------------- | ------ | ------ |
| 1    | 日本テレビ | 金曜ロードショー   | 2022年10月14日 | 21:00 - 23:44 | The Final     | 164分  |        |
| 2    | 日本テレビ | 金曜ロードショー   | 2022年10月21日 | 21:00 - 23:44 | The Beginning | 164分  |        |

## キャストと登場人物一覧
| キャラクター           | るろうに剣心 | 京都大火編 | 伝説の最期編 | The Final           | The Beginning |
| ---------------------- | ------------ | ---------- | ------------ | ------------------- | ------------- |
| 神谷活心流道場関係者   |              |            |              |                     |               |
| 緋村剣心               | 佐藤健       | 佐藤健     | 佐藤健       | 佐藤健              | 佐藤健        |
| 神谷薫                 | 武井咲       | 武井咲     | 武井咲       | 武井咲              |               |
| 相楽左之助             | 青木崇高     | 青木崇高   | 青木崇高     | 青木崇高            |               |
| 高荷恵                 | 蒼井優       | 蒼井優     | 蒼井優       | 蒼井優              |               |
| 明神弥彦               | 田中偉登     | 大八木凱斗 | 大八木凱斗   | 大西利空            |               |
| 新撰組関係者           |              |            |              |                     |               |
| 斎藤一                 | 江口洋介     | 江口洋介   | 江口洋介     | 江口洋介            | 江口洋介      |
| 鵜堂刃衛               | 吉川晃司     |            |              |                     |               |
| 武田観柳               |              |            |              |                     |               |
| 武田観柳               | 香川照之     |            |              |                     |               |
| 隠密御庭番衆           |              |            |              |                     |               |
| 四乃森蒼紫             |              | 伊勢谷友介 | 伊勢谷友介   | 伊勢谷友介          |               |
| 巻町操                 |              | 土屋太鳳   | 土屋太鳳     | 土屋太鳳            |               |
| 志々雄真実と志々雄一派 |              |            |              |                     |               |
| 志々雄真実             |              | 藤原竜也   | 藤原竜也     |                     |               |
| 瀬田宗次郎             |              | 神木隆之介 | 神木隆之介   | 神木隆之介          |               |
| 沢下条張               |              | 三浦涼介   |              | 三浦涼介            |               |
| 六人の同志             |              |            |              |                     |               |
| 雪代縁                 |              |            |              | 新田真剣佑 荒木飛羽 | 荒木飛羽      |
| 鯨波兵庫               |              |            |              | 阿部進之介          |               |
| 八ツ目無名異           |              |            |              | 成田瑛基            | 成田瑛基      |
| 外印                   | 綾野剛       |            |              |                     |               |
| 乙和瓢湖               |              |            |              | 栁俊太郎            |               |
| 戌亥番神               | 須藤元気     |            |              |                     |               |
| 雪代縁の組織           |              |            |              |                     |               |
| 呉黒星                 |              |            |              | 音尾琢真            |               |
| 辰巳                   |              |            |              | 北村一輝            | 北村一輝      |
| 剣心関係者             |              |            |              |                     |               |
| 比古清十郎             |              | 福山雅治   | 福山雅治     | 福山雅治            |               |
| 雪代巴                 | 渡辺菜月     | 渡辺菜月   | 渡辺菜月     | 有村架純            | 有村架純      |
| その他の実在の人物     |              |            |              |                     |               |
| 大久保利通             |              | 宮沢和史   |              |                     |               |
| 伊藤博文               |              |            | 小澤征悦     |                     |               |
| 桂小五郎               | 宮川一朗太   |            |              |                     | 高橋一生      |

## Blu-ray / DVD
発売・販売元はアミューズソフトエンタテインメント。第1作目は2012年12月26日、第2作目『京都大火編』は2014年12月17日、第3作目『伝説の最期編』およびシリーズ3作品を収録した数量限定生産のコンプリートBlu-ray BOXは2015年1月21日発売。第4作目『The Final』は2021年10月13日、第5作目『The Beginning』およびシリーズ全作品や特典映像を収録したパーフェクトBlu-ray BOXは2021年11月10日に発売。

## ノベライズ
るろうに剣心 銀幕草紙変
文：黒碕薫。実写映画1作目の脚本協力をした黒碕がその際用意した脚本をノベライズしたもの。漫画リメイク作のキネマ版と同時期の執筆だがキネマ版とも実写映画版とも内容は異なる。2012年9月発行。JUMP j BOOKS刊。
るろうに剣心
文：SOW。実写映画1作目のノベライズ作品。2014年7月発行。JUMP j BOOKS刊。
るろうに剣心 京都大火編
文：SOW。2014年8月発行。JUMP j BOOKS刊。
るろうに剣心 伝説の最期編
文：SOW。2014年9月発行。JUMP j BOOKS刊。
るろうに剣心 最終章 The Final
文：田中創。2021年4月発行。集英社オレンジ文庫刊。
るろうに剣心 最終章 The Final みらい文庫版
文：平林佐和子　2021年4月発行。集英社みらい文庫刊。
るろうに剣心 最終章 The Beginning
文：田中創。2021年6月発行。集英社オレンジ文庫刊。